# Matilde Gómez Murillo
Matilde Gómez Murillo (Sabadell, Vallès Occidental, 9 de juliol de 1942) és una atleta, corredora de fons i maratoniana catalana.
Com a membre de la Joventut Atlètica Sabadell, ha estat la primera plusmarquista espanyola de marató cap al final dels anys setanta. Va guanyar les dues primeres edicions del Campionat de Catalunya de marató en els anys 1978 i 1979. També ostentà els rècords de Catalunya i d'Espanya de 5.000 i de 10.000 metres l'any 1978. Després de la seva etapa de competició en els campionats d'Espanya i Catalunya, ha continuat competint i aconseguint guanyar en diverses competicions en la categoria de veterans entre els anys 1988 i fins al 2008.